# Campeonato Mundial de Natação em Piscina Curta de 2018 - 200 m borboleta masculino
A prova dos 200 metros nado borboleta masculino do Campeonato Mundial de Natação em Piscina Curta de 2018 foi disputado no dia 11 de dezembro de 2018, no Hangzhou Sports Park Stadium, em Hangzhou, na China. 

## Recordes
Antes desta competição, os recordes mundiais e do campeonato nesta prova eram os seguintes:
|                       | Nome         | Nacionalidade | Tempo   | Local     | Data                  |
| --------------------- | ------------ | ------------- | ------- | --------- | --------------------- |
| Recorde mundial       | Chad le Clos | África do Sul | 1:48.56 | Singapura | 5 de novembro de 2013 |
| Recorde do campeonato | Chad le Clos | África do Sul | 1:48.61 | Doha      | 7 de dezembro de 2014 |

Os seguintes recordes mundiais ou do campeonato foram estabelecidos durante esta competição: 
| Data           | Evento | Nome       | Nacionalidade | Tempo   | Notas |
| -------------- | ------ | ---------- | ------------- | ------- | ----- |
| 11 de dezembro | Final  | Daiya Seto | Japão         | 1:48.24 | ,     |

## Medalhistas
| Ouro             | Prata              | Bronze          |
| Daiya Seto (JPN) | Chad le Clos (RSA) | Li Zhuhao (CHN) |

## Resultados

### Eliminatórias
As eliminatórias ocorreram dia 11 de dezembro com um total de 39 nadadores. 
| Colocação | Bateria | Raia | Nadador              | Nacionalidade        | Tempo   | Notas |
| --------- | ------- | ---- | -------------------- | -------------------- | ------- | ----- |
| 1         | 4       | 4    | Daiya Seto           | Japão                | 1:49.88 | Q     |
| 2         | 4       | 5    | Li Zhuhao            | China                | 1:51.28 | Q     |
| 3         | 2       | 5    | Luiz Altamir Melo    | Brasil               | 1:51.31 | Q     |
| 4         | 2       | 4    | Aleksandr Kharlanov  | Rússia               | 1:51.58 | Q     |
| 5         | 4       | 1    | Zach Harting         | Estados Unidos       | 1:51.66 | Q     |
| 6         | 4       | 0    | Antani Ivanov        | Bulgária             | 1:51.81 | Q     |
| 7         | 3       | 4    | Chad le Clos         | África do Sul        | 1:51.90 | Q     |
| 8         | 2       | 3    | Nic Brown            | Austrália            | 1:52.15 | Q     |
| 9         | 3       | 5    | Yuya Yajima          | Japão                | 1:52.62 |       |
| 10        | 4       | 9    | Brendan Hyland       | Irlanda              | 1:53.19 |       |
| 11        | 2       | 2    | Sajan Prakash        | Índia                | 1:53.20 |       |
| 12        | 3       | 3    | Tamás Kenderesi      | Hungria              | 1:53.59 |       |
| 13        | 3       | 1    | Deividas Margevičius | Lituânia             | 1:53.83 |       |
| 14        | 2       | 6    | Bence Biczó          | Hungria              | 1:53.99 |       |
| 15        | 4       | 2    | Ramon Klenz          | Alemanha             | 1:54.02 |       |
| 16        | 3       | 7    | Federico Burdisso    | Itália               | 1:54.10 |       |
| 17        | 4       | 8    | Wilrich Coetzee      | Nova Zelândia        | 1:54.21 |       |
| 18        | 4       | 3    | Leonardo de Deus     | Brasil               | 1:54.22 |       |
| 19        | 2       | 8    | Erge Can Gezmiş      | Turquia              | 1:54.71 |       |
| 20        | 4       | 6    | Wang Kuan-hung       | Taipé Chinesa        | 1:55.16 |       |
| 21        | 3       | 2    | Roman Shevliakov     | Rússia               | 1:55.42 |       |
| 22        | 2       | 7    | Nils Liess           | Suíça                | 1:55.64 |       |
| 23        | 3       | 6    | Kregor Zirk          | Estónia              | 1:55.69 |       |
| 24        | 3       | 8    | Patrick Staber       | Áustria              | 1:55.84 |       |
| 25        | 2       | 1    | Denys Kesyl          | Ucrânia              | 1:56.04 |       |
| 26        | 3       | 0    | Joan Lluís Pons      | Espanha              | 1:56.51 |       |
| 27        | 1       | 4    | Luis Vega Torres     | Cuba                 | 1:57.45 |       |
| 28        | 2       | 9    | Richard Nagy         | Eslováquia           | 1:57.96 |       |
| 29        | 2       | 0    | Nicholas Lim         | Hong Kong            | 1:58.16 |       |
| 30        | 1       | 5    | Jarod Arroyo         | Porto Rico           | 1:58.22 |       |
| 31        | 1       | 3    | Gabriel Araya        | Chile                | 1:59.53 |       |
| 32        | 3       | 9    | Ayman Kelzi          | Síria                | 2:00.58 |       |
| 33        | 1       | 8    | Nichita Bortnicov    | Moldávia             | 2:01.30 |       |
| 34        | 1       | 6    | Bryan Alvarez        | Costa Rica           | 2:01.57 |       |
| 35        | 1       | 7    | Fernando Ponce       | Guatemala            | 2:04.91 |       |
| 36        | 1       | 1    | Munzer Kabbara       | Líbano               | 2:05.29 |       |
| 37        | 1       | 2    | Zeniel Guzmán        | República Dominicana | 2:05.54 |       |
| 38        | 1       | 0    | Yacob Al-Khulaifi    | Catar                | 2:10.03 |       |
| 39        | 4       | 7    | Justin Wright        | Estados Unidos       | DSQ     |       |

### Final
A final foi realizada em 11 de dezembro. 
| Colocação         | Raia | Nadador             | Nacionalidade  | Tempo   | Notas            |
| ----------------- | ---- | ------------------- | -------------- | ------- | ---------------- |
| Medalha de ouro   | 4    | Daiya Seto          | Japão          | 1:48.24 | Recorde mundial  |
| Medalha de prata  | 1    | Chad le Clos        | África do Sul  | 1:48.32 | Recorde africano |
| Medalha de bronze | 5    | Li Zhuhao           | China          | 1:50.39 | Recorde nacional |
| 4                 | 6    | Aleksandr Kharlanov | Rússia         | 1:50.67 |                  |
| 5                 | 2    | Zach Harting        | Estados Unidos | 1:51.57 |                  |
| 6                 | 3    | Luiz Altamir Melo   | Brasil         | 1:51.99 |                  |
| 7                 | 8    | Nic Brown           | Austrália      | 1:52.10 |                  |
| 8                 | 7    | Antani Ivanov       | Bulgária       | 1:52.40 |                  |

Legenda
| Recorde mundial       | Recorde mundial (World record)               |                       | Recorde africano                      | Recorde africano (African) |                                           | Q | Classificado por posição (Qualified) |
| Recorde do campeonato | Recorde do campeonato (Championship record)  | Recorde da América    | Recorde da América (Americas)         | q                          | Classificado por melhor tempo (Qualified) |   |                                      |
| Melhor marca do ano   | Melhor marca do ano (World leading)          | Recorde asiático      | Recorde asiático (Asian)              | DNS                        | Não largou (Did not start)                |   |                                      |
| Recorde nacional      | Recorde nacional (National record)           | Recorde europeu       | Recorde europeu (European)            | DNF                        | Não terminou (Did not finish)             |   |                                      |
| Recorde pessoal       | Recorde pessoal do atleta (Personal best)    | Recorde da Oceania    | Recorde da Oceania (Oceania)          | DSQ / DQ                   | Desclassificado (Disqualified)            |   |                                      |
| Recorde da temporada  | Recorde da temporada do atleta (Season best) | Recorde sul-americano | Recorde sul-americano (South America) | NM                         | Sem marca (No mark)                       |   |                                      |